# Miljevac (Bośnia i Hercegowina)
Miljevac (cyr. Миљевац) – wieś w Bośni i Hercegowinie, w Republice Serbskiej, w gminie Nevesinje. W 2013 roku liczyła 1001 mieszkańców.